# Vandalia (Illinois)
Vandalia ist eine Stadt und Verwaltungssitz des Fayette County im US-amerikanischen Bundesstaat Illinois. Das U.S. Census Bureau hat bei der Volkszählung 2020 eine Einwohnerzahl von 7.458 ermittelt.

## Geografie
Vandalia liegt am Westufer des Kaskaskia River auf 38°58'05" nördlicher Breite und 89°06'07" westlicher Länge und erstreckt sich über 14,66 km², die ausschließlich aus Landfläche bestehen.
Am Nordrand von Vandalia verläuft die Interstate 70, die hier die schnellste Verbindung von St. Louis nach Indianapolis bildet. Im Zentrum der Stadt kreuzen sich der U.S. Highway 40, der U.S. Highway 51, die Illinois State Route 185 und eine Reihe untergeordnete Straßen.
Durch das Stadtzentrum von Vandalia verläuft in West-Ost-Richtung ebenfalls eine Eisenbahnlinie.
Die nächstgelegenen größeren Städte sind St. Louis in Missouri (117 km westsüdwestlich), Illinois's Hauptstadt Springfield (122 km nordwestlich), Decatur (106 km nördlich) und Effingham (52,4 km nordöstlich).

## Geschichte
Von 1819 bis 1839 war Vandalia Landeshauptstadt von Illinois. Gegen Ende des Jahres 1834 begann Abraham Lincoln, der spätere 16. Präsident der USA, seine Karriere als Rechtsanwalt in Vandalia.

## Demografische Daten
Bei der offiziellen Volkszählung im Jahre 2000 wurde eine Einwohnerzahl von 6975 ermittelt. Diese verteilten sich auf 2344 Haushalte in 1425 Familien. Die Bevölkerungsdichte lag bei 475,8 Einwohnern pro Quadratkilometer. Es gab 2544 Wohngebäude, was einer Bebauungsdichte von 173,5 Gebäuden je Quadratkilometer entsprach.
Die Bevölkerung bestand im Jahre 2000 aus 83,6 Prozent Weißen, 15,0 Prozent Afroamerikanern, 0,1 Prozent Indianern, 0,3 Prozent Asiaten und 0,5 Prozent anderen. 0,5 Prozent gaben an, von mindestens zwei dieser Gruppen abzustammen. 1,7 Prozent der Bevölkerung bestand aus Hispanics, die verschiedenen der genannten Gruppen angehörten.
18,3 Prozent waren unter 18 Jahren, 12,4 Prozent zwischen 18 und 24, 34,3 Prozent von 25 bis 44, 17,9 Prozent von 45 bis 64 und 17,1 Prozent 65 und älter. Das mittlere Alter lag bei 36 Jahren. Auf 100 Frauen kamen statistisch 134,4 Männer, bei den über 18-jährigen 144,4.
Das mittlere Einkommen pro Haushalt betrug 30.857 US-Dollar (USD), das mittlere Familieneinkommen 39.762 USD. Das mittlere Einkommen der Männer lag bei 27.342 USD, das der Frauen bei 19.109 USD. Das Pro-Kopf-Einkommen belief sich auf 14.918 USD. Rund 8,9 Prozent der Familien und 15,6 Prozent der Gesamtbevölkerung lagen mit ihrem Einkommen unter der Armutsgrenze.

## Söhne und Töchter der Stadt
- Frederick Remann (1847–1895), Politiker
- June Squibb (* 1929), Schauspielerin
- H. Joel Deckard (1942–2016), Politiker